# Ballet Junior de Ginebra
El Ballet Junior de Ginebra (1980) es una compañía para bailarines de 17 a 23 años de danza neoclásica y contemporánea con sede en Ginebra, Suiza.

## Historia
En 1969 George Balanchine fundó la École de Danse du Grand Théâtre de Genève, confiando la dirección a Beatriz Consuelo y Alfonso Cata. La escuela se independizó del Teatro en 1975, y a partir de 1980 extendió su formación creando el Ballet Júnior, una compañía para jóvenes bailarines, tanto suizos como de otras nacionalidades, como transición entre la formación y la vida profesional. Desde 1999 la dirección de la escuela y la compañía está en manos de Sean Wood y Patrice Delay. Esta institución está subvencionada por la Ville de Genève así como por diversas instituciones privadas.

## Ubicación
El Ballet Júnior de Ginebra tiene su actual sede en la Rue du Pré-Jérome, una antigua imprenta restaurada en el centro de Ginebra (Suiza). Este edificio fue creado en 1946 como imprenta, y aloja un espacio de 800 metros cuadrados. Las obras de restauración y acondicionamiento de la Imprimerie han sido llevadas a cabo por el arquitecto Jesús Fernández García.

## Repertorio de la compañía

### Dirección
Tras su fundación en 1980, el Ballet Júnior de Ginebra estuvo dirigido por Beatriz Consuelo. Desde 1999 la codirección pasó a manos de Patrice Delay y Sean Wood:
- Patrice Delay estudió en la École de Danse de Genève bajo la dirección de Beatriz Consuelo, integrando el Ballet Júnior en 1980. Medalla de plata en el Concours International Mediterranien, entró a formar parte del Real Ballet de Flanders (bajo la dirección de Robert Denvers) en 1987. Entre el repertorio que ha bailado se encuentran piezas de Jiri Kylian, George Balanchine, A.Tudor, H.Van Manen, Nils Christie, Lynn Taylor Corbett, A. Bournonville, R.Noureev y R.Van Dantzig. Más tarde integró el Ballet de la Comunidad de Madrid, bajo la dirección de Víctor Ullate, y en 1994 se trasladó a la entonces reciente compañía Temps Présent, fundada por Thierry Malandain, que en 1998 pasó a ser Ballet Biarritz-Centre Choréographic Biarritz. Compagina su trabajo como director del Ballet Júnior con la puesta en escena de obras de Malandain para el Ballet de la Ópera de Aviñón.

- Sean Wood realizó su formación en el Central School of Ballet en Londres bajo la dirección de Christopher Gable, así como su diplomatura en la Central School of Art and Design of London. Formó parte del Real Ballet de Wallonie, y en 199 entró en el Real Ballet de Flanders. Entre el repertorio que ha bailado se encuentran obras de G.Balanchine, John Wisman, S.Sebastian, P.Anastor, Choo San Goh, P.Bortoluzzi y R.Noureev. Más tarde entró a formar parte del Ballet de Biarritz bajo la dirección de Thierry Malandain. En 1999 creó la pieza "G.0.4" para el Festival de Edimburgo, y más tarde diversas piezas para el Ballet Júnior de Ginebra. Como escenógrafo ha trabajado para el Têatro Nacional de Inglaterra y el Théâtre des Ateliers en Lyon, además de colaborar en las piezas de K.Debrock, P.Delcroix y K.Ossola para el Ballet Júnior.

### Repertorio
- Ruth Barnes
- Gregory Batardon
- Dominique Bagouet
- Stijn Celis
- Lucinda Childs
- Lucas Crandall
- Kirsten Debrock
- Patrick Delcroix
- Foofwa d'Immobilité
- Pascal Gravat y Prisca Harsch
- Renatus Hoogenraad
- Giles Jobin
- Thierry Malandain
- Giorgio Mancini
- Fabrice Mazliah
- Ken Ossola
- Laura Tanner
- Sean Wood
- Josezf Trefelli